# Monarque océanite
Myiagra oceanica
Espèce
Statut de conservation UICN

 LC  : Préoccupation mineure
Le Monarque océanite (Myiagra oceanica) est une espèce d'oiseau de la famille des Monarchidae.

## Répartition
Il se rencontre aux Palaos, à Guam, aux Îles Mariannes du Nord, aux États fédérés de Micronésie, en Micronésie.

## Publication originale
- Pucheran, 1853 : Voyage au Pole Sud et dans l'Océanie sur les corvettes l'Astrolabe et la Zélée [exécuté par ordre du roi] pendant les années 1837-1838-1839-1840, sous le commandement de M.J. Dumont-d'Urville, Capitaine de vaisseau. 1842-1853.